# بژژنه (شهرستان کالیش)
بژژنه (به لهستانی:  Brzeziny) یک روستا در لهستان است که در گمینا بژژنه (استان لهستان بزرگ‌تر) واقع شده‌است.